# Les Innocents (groupe)
Pour les articles homonymes, voir Les Innocents.
Les Innocents est un groupe de pop français, originaire de Paris. Il est formé en 1982 par le chanteur et guitariste Jean-Philippe « Jipé » Nataf.
Le groupe connait un premier succès en 1987 avec le single Jodie. Ils sortent quatre albums studio entre 1987 et 1999. Ils obtiennent le Bus d'Acier en 1992 et sont récompensés à quatre reprises aux Victoires de la musique. Après leur séparation, J. P. Nataf entame une carrière solo, alors que Jean-Christophe « Jean-Chri » Urbain compose pour d'autres artistes. Nataf et Urbain effectuent leur retour en duo en 2013 et sortent un nouvel album en 2015, Mandarine ; ce dernier est même suivi de 6 1/2 en 2019.

## Biographie

### Débuts (1982-1989)
Jean-Philippe « Jipé » Nataf forme son premier groupe, Les Privés, avant de passer son bac. Ils adoptent le nom Les Innocents en 1982 en hommage aux Clash. « « Les Innocents » figuraient sur la liste d'une trentaine de noms que Jipé suggéra aux autres membres du groupe, et qui fut adopté à l'unanimité. Pourquoi « Les Innocents » ? Nous étions fans des Clash et, quelques jours avant, ceux-ci avaient donné un concert surprise au club One Hundred de Londres sous le pseudo « The Innocents » ».
Le groupe est composé de Nataf et Bertrand « Tramber » Sansonetti à la guitare, Richard Ganivet dit « Rico » à la basse et Pierre Morin à la batterie. Ils se produisent dans les salles de concert parisiennes comme Le Gibus et en 1985 réalisent Pamela, un 45 tours autoproduit. Le groupe rencontre Jay Alanski, avec lequel ils réalisent une démo, qui sera présentée aux maisons de disques. En 1986, ils sont signés par Virgin, qui édite l'année suivante leur premier succès, le single Jodie. Vendu à 150 000 exemplaires, il se classe 34e du Top 50. Il est suivi par Et le temps n'attend pas en 1988. Jean-Christophe Urbain (dit Jean-Chri) rejoint Les Innocents en tant que claviériste à l'occasion de leur passage au Palace, puis remplace Bertrand Sansonetti lorsque le guitariste quitte le groupe.
En décembre 1988, après le départ du batteur Pierre Morin, ils rentrent en studio à Bruxelles avec le producteur britannique Paul Hardiman afin d'enregistrer leur premier album. Cent mètres au paradis est édité en 1989. Le trio donne plus d'une centaine de concerts acoustiques durant l'année, mais le disque se vend seulement à 16 000 exemplaires,. Pour les fêtes de Noël, le groupe sort un EP 6-titres intitulé Saint Sylvestre, composé de reprises, dont le Merry Xmas Everybody de Slade,.

### Succès et séparation (1990-2000)
Michael Rushton, ancien batteur de Baroque Bordello, est recruté en 1990. Le deuxième album des Innocents est enregistré l'année suivante. Les titres sont produits par Philippe Delettrez et mixés par Dominique Blanc-Francard. L'album Fous à lier, qui sort en 1992, est popularisé par le succès du single L'Autre Finistère. Les Innocents reçoivent le Bus d'Acier. En 1994, ils sont récompensés lors des Victoires de la musique.
En 1995, les Innocents enregistrent l'album Post-partum avec Dominique Blanc-Francard. Rico, le bassiste du groupe, les quitte une fois le disque achevé. Les singles Un monde parfait, Colore, puis Dentelle en sont extraits et rencontrent le succès. En 1996, ils entreprennent une tournée nationale et participent à la soirée des Enfoirés. La « Victoire du groupe » leur est décernée durant la cérémonie des Victoires de la musique,. En 1999, les ventes des albums Fous à lier (1992) et Post-partum (1995) atteignent respectivement 500 000 et 200 000 exemplaires.
Leur quatrième album, simplement intitulé Les Innocents, est enregistré aux Real World Studios avec le renfort de musiciens les accompagnant en tournée, Christopher Board aux claviers et Bernard Viguié remplaçant Rico à la basse. Comme J. P. Nataf, Jean-Christophe Urbain chante sur toutes ses compositions,. Le disque est accueilli favorablement par la critique, mais ses ventes déçoivent, seulement 30 000 exemplaires se sont écoulés après sa sortie. L'année suivante, le départ de Jean-Christophe Urbain entraîne l'annulation de leur tournée et la séparation du groupe. Meilleurs Souvenirs, une compilation de leurs singles, est éditée en 2003.

### Reformation (depuis 2013)
Après la sortie de Plus de sucre, le premier album solo de J. P. Nataf, celui-ci renoue avec Jean-Christophe Urbain. Ils apparaissent ensemble sur scène et collaborent en 2009 sur Clair, le second album de Nataf. En 2013, ils annoncent leur volonté de retravailler ensemble et composent plusieurs titres. Le duo entreprend une tournée acoustique d'une douzaine de dates. Ils annoncent la prochaine sortie d'un album sur le label Jive et la reformation des Innocents avec Michael Rushton, Christopher Board et Bernard Viguié. Le projet est finalement abandonné et Nataf et Urbain effectuent leur retour en duo. Les Innocents publient le single Les Philharmonies martiennes en mars 2015, suivi en juin par un nouvel album, intitulé Mandarine,.
Le 12 février 2016, le groupe remporte la Victoire de la Musique dans la catégorie « Artiste rock ». Le 14 décembre 2018 parait Apache le premier extrait du sixième album du groupe prévu pour le 15 mars 2019, intitulé 6 1/2.
Le jeudi 12 août 2021, Les Innocents sont parmi les premiers artistes à inaugurer l'Estival by Festidreuz, à Fouesnant, dans le Finistère.

## Style musical et influences
Le style musical des Innocents est influencé par la pop anglo-saxonne,. Néanmoins, les deux compositeurs du groupe, J. P. Nataf et Jean-Christophe Urbain, ont choisi de chanter en français.

## Membres

### Membres actuels
- Jean-Philippe « Jipé » Nataf — chant, guitare (1982—2000, depuis 2013)
- Jean-Christophe « Jean-Chri » Urbain (1988—2000, depuis 2013)

### Anciens membres
- Bertrand « Tramber » Sansonetti (1982—1988). Sansonetti a sorti un album studio en 1991, intitulé Saint-Lazare, puis Live in Bagnolet en 1993.
- Pierre Morin (1982—1988). Morin a sorti deux albums, La Fidélité mon amour en 1991 et Free Vol en 1995.
- Richard « Rico » Ganivet (1982—1995)
- Michael Rushton (1990—2000)
- Christopher Board (1996—2000)
- Bernard Viguié (1996—2000)

Membres depuis la tournée 6 1/2 
- John Dada — claviers, guitares, harmonica, chœurs
- Vincent Mougel — basse, chœurs
- Franck Marco — batterie, percussions

## Discographie

### Albums studio
- 1989 : Cent mètres au paradis
- 1992 : Fous à lier
- 1995 : Post-partum
- 1999 : Les Innocents
- 2015 : Mandarine
- 2019 : 6 1/2

### Best-of
- 2003 : Meilleurs Souvenirs

### Singles et EP
- 1985 : Pamela
- 1987 : Jodie
- 1988 : Et le temps n'attend pas
- 1989 : Les Innocents chantent Noël
- 1989 : Cent mètres au paradis
- 1989 : Saint Sylvestre
- 1990 : Miss Monde pleure
- 1991 : En tapant du poing
- 1992 : Mon dernier soldat
- 1992 : L'Autre Finistère
- 1993 : Un homme extraordinaire
- 1993 : Fous à lier
- 1993 : Je vais à Bang Bang
- 1995 : Un monde parfait
- 1996 : Colore
- 1996 : Des jours adverses
- 1996 : Dentelle
- 1997 : Raide raide raide
- 1999 : Le Cygne
- 2000 : Danny Wilde
- 2000 : Une vie moins ordinaire
- 2015 : Les Philharmonies martiennes
- 2015 : Love qui peut
- 2016 : J'ai couru (Radio Edit)
- 2018 : Apache

### Participations
- 1990 : Diversion - Pensando en ti (adaptation de La tête à l’envers de Mercedes Audras)
- 1995 : Comme je l'imagine (album Comme ils l'imaginent de Véronique Sanson)
- 1998 : Comme un seul homme (duo avec Arielle sur Doigts)
- 2016 : Que Marianne était jolie (reprise sur l'album hommage à Michel Delpech, J'étais un ange)